# ノーパンツ・ガールズ
ノーパンツ・ガールズは2004年「第7回函館港イルミナシオン映画祭シナリオ大賞」で短編部門グランプリを受賞した森田剛行作のシナリオおよび映画である。

## 映画概要
森田剛行のシナリオ「ノーパンツ・ガールズ」をもとに、月川翔、斉藤玲子、園子温の三人の監督がそれぞれのイメージで映像表現したもので、「少女（女子小学生）が、ノーパンになる」という根本はどの作品も変わらないが、作品の世界観やメッセージなどはかなり異なる。

## 作品
ノーパンツ・ガールズ
- 監督：月川翔
- 出演：永井杏、荒井萌、武井真理

原作であるシナリオを忠実に再現した映画。パンツを拾った少年がスカートをめくりながら調査をすることになったが、脱いだ主人公に見せ付けをされる。
ノーパンツ・ガールズ外伝
- 監督：斉藤玲子
- 出演：桃生亜希子、小市慢太郎

原作と違いのぞみとあいりは登場せず、幼いこのみもパンツを脱いで帰った後は大人（桃生亜希子）になるまで登場しない。　
大人になったら
- 監督：園子温
- 出演：及川奈央、鈴木杏奈(現・住谷杏奈)、都築あこ（つづきあこ）

子供の三人の映像と大人の三人（及川奈央、鈴木杏奈、都築あこ）の映像が度々交差するトリッキーな手法がとられている。

## 備考
- 出演者の永井杏は、出演のオファーが来たとき「自分のノーパン姿を撮影されるのではないか?」と非常に困惑したとインタビューで語っている。

- 類似作品として『OH!ノーパンツ・ガールズ』がある。同一の脚本で制作されているためストーリー等はほぼ同じであるが、両作品に直接的な関連性は無い。